# Michelangelo La Barbera
Michelangelo La Barbera detto Angelo o Angelino (Palermo, 10 settembre 1943) è un mafioso italiano, membro della "Commissione provinciale" di Cosa nostra.

## Biografia
Affiliato alla cosca di Boccadifalco, era inizialmente alleato dei boss Stefano Bontate e Salvatore Inzerillo, ma si schierò con i corleonesi nella seconda guerra di mafia insieme al cugino Salvatore Buscemi uccidendo con le modalità della lupara bianca Calogero Di Maggio e Santo Inzerillo (rispettivamente zio e fratello del boss Salvatore). Nel 1983 ha partecipato al triplice omicidio del capitano dei carabinieri Mario D'Aleo e degli appuntati Giuseppe Bommarito e Pietro Morici.
Dopo la condanna del cugino, La Barbera divenne capo del mandamento di Passo di Rigano-Boccadifalco e membro della Commissione provinciale che tra settembre 1991 e gennaio 1992 decise l'omicidio di Salvo Lima e le stragi dei giudici Falcone e Borsellino. Nel 1993, per fermare la caccia dello Stato come conseguenza delle stragi di Falcone e Borsellino, La Barbera insieme a Bernardo Provenzano, Raffaele Ganci, Salvatore Cancemi, Pietro Aglieri e Benedetto Spera sono contrari alla continuazione delle stragi nell'Italia continentale invece Leoluca Bagarella, Giovanni Brusca, i fratelli Graviano e Matteo Messina Denaro volevano le stragi.

## Detenzione e sentenze
La Barbera fu arrestato il 4 dicembre 1994 dagli uomini del questore Arnaldo La Barbera dopo 8 mesi di latitanza. Nello stesso anno, il collaboratore di giustizia Antonio Mancini lo riconobbe come "Angiolino il biondo", misterioso killer venuto dalla Sicilia in appoggio al terrorista nero Massimo Carminati per uccidere il giornalista Carmine Pecorelli nel 1979, testimonianza che però non venne ritenuta attendibile alla fine del processo.
È stato condannato a 6 ergastoli, che sta scontando in regime di carcere duro in base all'articolo 41 bis per i seguenti reati delittuosi:
- Nel 1997, La Barbera venne condannato all'ergastolo nel processo per la strage di Capaci, insieme con i boss Salvatore Riina, Bernardo Provenzano, Pietro Aglieri, Bernardo Brusca, Giuseppe Calò, Raffaele Ganci, Nenè Geraci, Benedetto Spera, Nitto Santapaola, Salvatore Montalto, Giuseppe Graviano e Matteo Motisi[5][6].
- Nel 1998, La Barbera subì l'altro ergastolo per l'omicidio dell'europarlamentare Salvo Lima con i boss Salvatore Riina, Francesco Madonia, Bernardo Brusca, Pippo Calò, Salvatore Montalto e il figlio Giuseppe, Salvatore Buscemi, Nenè Geraci, Raffaele Ganci, Antonino Giuffrè, Salvatore Biondino, Simone Scalici e Salvatore Biondo.[7]
- Nel 1999 a La Barbera fu comminato l'ergastolo nel processo "Borsellino ter" per la strage di via D'Amelio; insieme a lui furono condannati alla stessa pena i boss Giuseppe "Piddu" Madonia, Nitto Santapaola, Giuseppe Calò, Giuseppe Farinella, Raffaele Ganci, Antonino Giuffrè, Filippo Graviano, Bernardo Provenzano, Salvatore Montalto e il figlio Giuseppe, Salvatore Biondo, Cristoforo Cannella, Domenico Ganci e Stefano Ganci.[8]
- Nel 2001, La Barbera ricevette un altro ergastolo nel processo in cui era accusato di essere uno dei mandanti del triplice omicidio avvenuto nel 1991 dei fratelli Salvatore e Giuseppe Savoca, nonché del figlio di quest'ultimo, il piccolo Andrea (4 anni d'età, la più giovane vittima di Cosa nostra), colpito per sbaglio dai killer[9].
- Nel 2005, La Barbera fu condannato all'ergastolo per la strage della circonvallazione insieme al boss Salvatore Montalto[10].
- Nello stesso 2005, la Cassazione rese definitiva la sua condanna all'ergastolo nel maxi-processo “Tempesta” con circa 150 imputati, in cui venivano trattati numerosi omicidi della seconda guerra di mafia, tra cui quello del capitano Mario D'Aleo e degli appuntati Pietro Morici e Giuseppe Bommarito.[2]

### Assoluzioni
- Nel 2002, venne assolto dall'accusa di essere uno dei due esecutori materiali dell'omicidio del giornalista Mino Pecorelli.[11][12]